# Cosa resterà...
Cosa resterà… è il terzo album di Raf, pubblicato nel 1989, il secondo in lingua italiana dopo Svegliarsi un anno fa.

## Descrizione
Comprende otto brani, tra i quali Cosa resterà degli anni '80, che ne ha ispirato il titolo, presentata dallo stesso Raf al Festival di Sanremo di quell'anno, mentre E sia così nell'occasione era stata eseguita da Aleandro Baldi. Dall'album, che ha riscosso buoni risultati di vendita (incrementando notevolmente la popolarità dell'interprete), sono stati estratti tre singoli: il già citato Cosa resterà degli anni '80, Ti pretendo e La battaglia del sesso.

## Tracce
1. Ti pretendo – 4:23 (testo: Gianna Albini – musica: Giancarlo Bigazzi e Raf)
2. Santi nel viavai – 4:57 (testo: Giuseppe Dati – musica: Raf)
3. La battaglia del sesso (Batracomiomachia) – 4:28 (testo: Giuseppe Dati – musica: Raf)
4. E gli altri dormono – 4:39 (testo: Giancarlo Bigazzi e Raf – musica: Raf e Gianna Albini)
5. Cosa resterà degli anni '80 – 5:10 (testo: Giancarlo Bigazzi e Giuseppe Dati – musica: Giancarlo Bigazzi e Raf)
6. Do I Need Your Love – 4:59 (testo: Giuseppe Dati – musica: Giancarlo Bigazzi e Raf)
7. Fai – 4:48 (testo: Gianna Albini e Giuseppe Dati – musica: Tiberio Balatresi)
8. E sia così – 4:46 (testo: Aleandro Baldi e Gianna Albini – musica: Aleandro Baldi)

## Formazione
- Raf – voce, programmazione, chitarra ritmica, batteria elettronica
- Marco Masini – programmazione
- Riccardo Galardini – chitarra acustica
- Massimo Pacciani – batteria, percussioni
- Mario Manzani – chitarra elettrica
- Stefano Cantini – sax
- Aldo De Scalzi, Betty Vittori, Antonella Melone, Claudio Guidetti, Danilo Amerio – cori

## Classifiche
| Classifica (1989) | Posizione massima |
| ----------------- | ----------------- |
| Italia            | 7                 |

### Classifiche di fine anno
| Classifica (1989) | Posizione |
| ----------------- | --------- |
| Italia            | 26        |